# Alcatel-Lucent
Alcatel-Lucent var en multinational virksomhed som leverede telekommunikationsløsninger. Virksomheden havde hovedsæde i Paris i Frankrig. Virksomheden blev etableret i 2006 ved en fusion mellem den franske virksomhed Alcatel og den amerikanske Lucent Technologies, der selv var en videreførelse af AT&T's Western Electric og Bell Labs.
I 2014 blev Alcatel-Lucent opdelt i to virksomheder: Alcatel-Lucent Enterprise og Alcatel-Lucent. Alcatel-Lucent Enterprise blev samme år solgt til kinesiske TCL Communication og i 2016 blev Alcatel-Lucent købt af Nokia, og herefter lagt ind under Nokia.

## Produkter
Virksomheden var blandt de største mobiltelefonproducenter i verden. Håndsæt-delen er frasolgt til TCL Communication fra Shenzhen, Kina, som solgte mobiltelefonerne under mærket Alcatel onetouch.

## Historie
Alcatel blev oprettet i Frankrig i 1898, og hed Compagnie Générale d'Electricité. De skiftede navn til Alcatel Alsthom, men kom siden til at hedde Alcatel.
I år 2006 fusionerede Alcatel med amerikanske Lucent og fik sit nuværende navn Alcatel-Lucent.
Selskabet blev i april 2015 købt for 15.6 milliarder euro af Nokia, som producer mobilt telekommunikationsudstyr. Aftalen blev endeligt gennemført i 2016.